# The Oil Drum
The Oil Drum è stato un sito web in lingua inglese dedicato all'analisi e alla discussione dell'energia e del suo impatto sulla società.  The Oil Drum venne pubblicato dallo Institute for the Study of Energy and Our Future, un'organizzazione no-profit del Colorado.
Il sito offriva informazioni su diversi temi legati all'energia e allo sviluppo sostenibile, fra cui il petrolio, il picco di Hubbert e le sue conseguenze economiche.  The Oil Drum aveva oltre 25 contributori online da tutte le parti del mondo.
The Oil Drum è stato giudicato fra i migliori cinque blog del 2007 nell'ambito dello sviluppo sostenibile da Nielsen Netratings, e venne letto da un insieme eterogeneo di figure pubbliche, fra cui
Roscoe Bartlett,
Paul Krugman,
James Howard Kunstler,
Richard Rainwater,
e i Radiohead.
Nel 2008 il sito ha ricevuto il premio M. King Hubbert Award for Excellence in Energy Education dalla sezione statunitense della Association for the Study of Peak Oil and Gas.
The Oil Drum fu creato nel Marzo del 2005 da Kyle Saunders Archiviato il 4 marzo 2012 in Internet Archive. (username "Prof. Goose"), un professore di scienze politiche presso la Colorado State University, e da Dave Summers (username "Heading Out"), un professore di ingegneria mineraria presso la Missouri University of Science and Technology.
Il sito ha cominciato a guadagnare popolarità dopo la sua copertura dell'impatto degli uragani Katrina e Rita sulla produzione di petrolio e gas.
Da allora il sito è diventato famoso per le rigorose analisi quantitative della produzione e del consumo di energia.
Un esempio notevole è l'analisi dell'impoverimento del giacimento di Ghawar compiuta dall'ex redattore Stuart Staniford (Depletion Levels in Ghawar).
Il sito è nato utilizzando la piattaforma Blogger ed è successivamente migrato alle piattaforme Scoop e quindi a Drupal.